# Wytyczne techniczne G-2.2

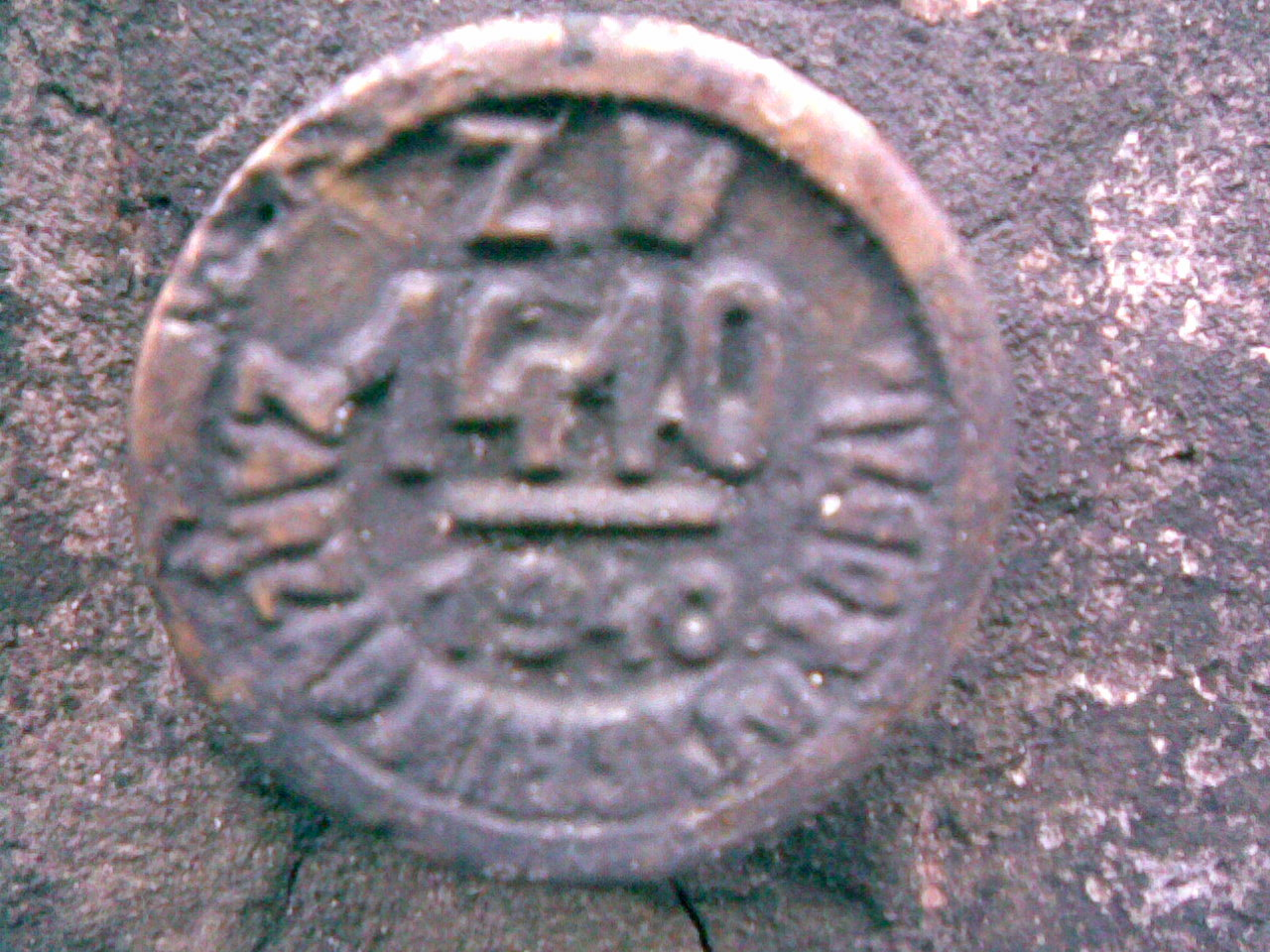
Reper, przykład punktu osnowy wysokościowej III klasy

Wytyczne techniczne G-2.2 – archiwalne wytyczne, zbiór zasad technicznych dotyczący wykonywania prac geodezyjnych w Polsce związanych z projektowaniem osnowy wysokościowej, pomiarami i opracowaniem wyników tych pomiarów, wprowadzony zaleceniem Dyrektora Biura Rozwoju Nauki i Techniki Andrzeja Zglińskiego z 2 lipca 1982 roku w sprawie stosowania wytycznych technicznych "G-2.2 Szczegółowa osnowa wysokościowa". Wytyczne stanowią uzupełnienie instrukcji G-2 będącej do 8 czerwca 2012 standardem technicznym w geodezji.
Wytyczne zostały wprowadzone w celu ujednolicenia sposobów zakładania osnowy wysokościowej III i IV klasy. Jedynym wydaniem jest wydanie I z 1983 opracowane w Okręgowym Przedsiębiorstwie Geodezyjno-Kartograficznym we Wrocławiu przez zespół w składzie: Antoni Kaltenberg, Władysław Kluczewski, Józefa Pajdzik, Tadeusz Wabiszczewicz, Stanisław Wójtowicz oraz Kamila Zubik, zgodnie z zaleceniami Biura Rozwoju Nauki i Techniki Głównego Urzędu Geodezji i Kartografii reprezentowanego przez Leona Alexandrowicza i Edwarda Jarosińskiego. Wprowadzenie wytycznych spowodowało uchylenie zalecenia GUGiK do stosowania "Wzorów i przykładów do instrukcji B-II. Osnowa wysokościowa lokalnego znaczenia I – VI klasy".
Wytyczne techniczne G-2.2 opisują charakterystykę szczegółowej osnowy wysokościowej i definiują: 
- podział oraz cele zakładania osnów III i IV klasy,
- wymogi dokładnościowe,
- konstrukcje sieci osnów oraz ich części składowe,
- nawiązanie sieci,
- kontrolę pomiarów niwelacyjnych[1].

Ponadto wytyczne przedstawiają zasady techniczne oraz porządkowe obowiązujące przy:
- projektowaniu osnów (opracowanie założeń i wykonanie projektu technicznego),
- posadowieniu reperów (lokalizacja znaków stanowiących sieci osnowy, ich stabilizacja na gruncie, ochrona i konserwacja),
- doborze sprzętu pomiarowego (niwelatory, łaty),
- pomiarze osnowy (optymalne warunki wykonywania pomiarów),
- opracowaniu wyników pomiarów (obliczenia polowe odcinków i linii, wprowadzanie poprawek, analiza dokładności, zestawienia wyników),
- wyrównaniu sieci niwelacyjnych (zasady stosowania wag, metody wyrównania, ocena dokładności, zestawienia wysokości znaków)[1].

Zgodnie z wytycznymi osnowę III i IV klasy zakłada się przede wszystkim dla potrzeb geodezyjnej obsługi inwestycji przemysłowych oraz komunalnych, pomiaru elementów infrastruktury technicznej, budowli i rzeźby terenu oraz w celu oparcia wysokościowej osnowy fotogrametrycznej i topograficznej. Sieci osnowy są tworzone za pomocą ciągów niwelacyjnych (o długości od 6 do 18 km) łączących repery węzłowe i nawiązania oraz odcinków niwelacyjnych (o długości od 1 do 5 km) będących połączeniem sąsiednich znaków wysokościowych jednego ciągu. 
Dokładność osnowy została określona zgodnie z instrukcją G-2:
- dla III klasy – błąd nie większy niż 4 mm/km niwelacji (przy średnim błędzie określenia wysokości reperu ≤ 0,01 m)
- dla IV klasy – błąd nie większy niż 10 mm/km niwelacji (przy średnim błędzie określenia wysokości reperu ≤ 0,02 m).